# Saint Charles, Missouri
Saint Charles, Missouri là một thành phố thuộc quận Saint Charles trong tiểu bang Missouri, Hoa Kỳ. Thành phố có diện tích  km², dân số theo điều tra năm 2008 của Cục điều tra dân số Hoa Kỳ là 63.644 người.